# Ai Fukuhara
Ai Fukuhara (jap. 福原愛 Fukuhara Ai; ur. 1 listopada 1988 w Sendai) – japońska tenisistka stołowa, dwukrotna medalistka igrzysk olimpijskich, medalistka mistrzostw świata.

## Sukcesy
Na podstawie.

### Igrzyska olimpijskie
- 2016 – brązowy medal (drużynowo)
- 2012 – srebrny medal (drużynowo)

### Mistrzostwa świata
- 2016 – srebrny medal (drużynowo)
- 2011 – brązowy medal (gra podwójna mieszana)
- 2010 – brązowy medal (drużynowo)
- 2008 – brązowy medal (drużynowo)
- 2006 – brązowy medal (drużynowo)
- 2004 – brązowy medal (drużynowo)